# Kelbra (Kyffhäuser)
Kelbra (Kyffhäuser) è una città di 3 220 abitanti della Sassonia-Anhalt, in Germania.
Appartiene al circondario di Mansfeld-Harz Meridionale ed appartiene al territorio detto Goldene Aue.

## Geografia antropica

### Suddivisioni amministrative
Kelbra si divide in 4 zone, corrispondenti all'area urbana e a 3 frazioni (Ortsteil):
- Kelbra (area urbana)
- Sittendorf
- Thürungen
- Tilleda